# 大友勝将
大友 勝将（おおとも かっしょう）は、漫画『BADBOYS グレアー』に登場する架空の人物で、本作品の主人公である。

## 略歴

### 廣島連合結成以前
幼少時から並外れた体躯と、怪力の持ち主であり、勝将が普通に振る舞っていても、それが相手を怪我させてしまい、周囲から忌避されていた。怪我させた児童の両親にひたすら謝罪している父の姿を見て、自分の有り余る力を抑える事を決心する。しかし友達ができないのは相変わらずで寂しい思いを抱えていた。 
中学時代、でかい図体の癖に何をされても抵抗せずに押し黙ったままでいる事に対して調子に乗った上級生の使いっぱしりにされたり全く利かないとはいえ面白半分に暴力を振るわれるなどしていた。ストレスの発散として粗大ゴミ置き場のゴミを叩き壊して解消しており、その怪力は一撃でラジカセ・テレビ・冷蔵庫を破壊しゴミの山を崩してしまうほどである。おとなしくしていても、友達が出来ない現実に我慢できず、丁稚呼ばわりしておもちゃにしていた上級生たちを半殺しにする。
その後、父・大友勝恋によって、大阪に置き去りにされた際に嵜島昇喜郎と知り合い一方的に懐いて付き纏うようになる。当時昇喜郎を連れ回していたヤクザの関が坂上組に殺害され、昇喜郎が相手をその場で殺害。勝将自身も取り巻きの暴力団員に対して暴行を加えたため昇喜郎と共に逃亡生活を送る事となった。暴力団同士での手打ちが終わり、広島に戻るまでの二年の間は中国・九州地方を昇喜郎と一緒に転々としていた。その際、昇喜郎からの言葉で彼の心に野心が生まれる。

### 廣島連合結成以後
広島に戻った勝将は、昇喜郎の言葉通り、暴走族の蛇道神、ケンカ集団の嚼呪を一人で潰す。蛇道神、ブルー・ビアード、嚼呪のリーダーである、柳正行、長谷川壮吉、福沢仁は、勝将の器のでかさに惚れこみ、『廣島連合』を結成し、広島完全統一を目指す。勝将自身は、仲間を集めるという考えでケンカに明け暮れていた。仲間を集めるという勝将の性格上、廣島連合は対立したチームをドンドン受け入れていく。
ある時期を境に、勝将は村越宏明の魂に、体を乗っ取られることが度々起こる。それを見て、廣島連合の面々は勝将の事を村越宏明の生まれ変わりだと確信する。
廣島連合に潰されたチーム、反感を持つ人間が結集した『呉の戦争』では、図らずも敵対した昇喜郎と大怪我を負った北沢新介の事で塞ぎ込んだときに、反廣島連合にいとも簡単に誘拐された。昇喜郎に刺され重傷を負うものの、救出にやってきたメンバーに反廣島連合の面々を仲間にするように言い渡す。
その後、勝将の中の“村越”は力を強め、勝将の体は村越に占領されたかのようになる。高田潤二から伝説の単車の話を聞き、エンジンが封印されている新太郎の家に向かい、そこで伝説の単車と久しぶりの対面を果たす。そして、虎鮫銀次郎からの真剣勝負の頼みを受け入れる。その途中に昇喜郎が現れ、勝将は首を絞めて絞殺しようとする。しかし、勝将の自我が村越を止めて、昇喜郎を受け入れる。昇喜郎は感情が溢れでて、子供のように大泣きした。
全てが収束した後、再婚した勝将の父・勝恋と銀次郎の母・津紀子の間に娘（勝将・銀次郎にとっては異母・異父妹）が誕生する。新生児室で眠る赤ん坊の“妹”を前に“村越”は涙を流し、以後村越は勝将の中から消える。
（この際村越は赤ん坊に対し「あや…」と呼びかけ、それを勝恋が聞いていたため赤ん坊は「あや」と命名された）

## 村越宏明の生まれ変わり
最初の兆候に気付いたのは昇喜郎だった。昇喜郎の言によると、急に視線が合わなくなったり、わけの分からんことを喋り出したりしていたらしい。

## 人物・逸話
- 父の度を越えた広島カープ好きのせいで、母親は勝将が小学生のときに大友家を去っていったらしい。
- 体は頑丈というのを通り越して、バケモノ並みの回復力を持っている。ナイフで刺されても、次の日には元気になっている。銭湯で全裸になった際に、体のあちこちに傷跡が残っているのが見てとれる。股間のイチモツは超弩級で前作から登場している性欲女王が一目見て気絶し、一時は大人しくなった
- ナイフなどで刺されることが多い。本作で確認できるだけでも、昇喜郎に6回、壮吉に2回、合計8回刺されている。未遂ではあるが、蓮太に1回刺されかけたことがある。
- 単車の操作はヘタクソであり、柳の単車に乗せてもらっている。
- 少年時代に友達と遊ぶことができなかった為か、ゲームやベイブレードなど子供向けの遊びを好む。しかし乱暴かつ下手糞で周りに被害が出る事が多く、勝将が遊びに出た際のお付きは連合内では「勝将ちゃんのおもり」と呼ばれ重要な仕事である。「カッショーさんのライバル」と呼ばれる子供が遊び相手をする事も多く、メンバーもこの仕事に関しては子供を頼りにしている。子供が「カッショーさんのライバル」を卒業してからはますます歯止めが効かなくなったが子供から役目を託された昇喜郎が相手をするようになった